# 珠帶魚
珠帶魚，为輻鰭魚綱鱸形目鯖亞目带鱼科的其中一種。分布於西北太平洋的日本海域，本魚身體長側扁，並逐漸變細到一個點，缺腹鰭及尾鰭，棲息在沿海，屬肉食性。

## 扩展阅读
維基物種上的相關：珠帶魚